# Новогрудський Олександр Євсейович
Новогрудський Олександр Євсейович — російський сценарист, критик. Заслужений діяч мистецтв Росії (1982).
Народ. 12 листопада 1911 р. Закінчив Всесоюзний державний інститут кінематографії (1936). Працював у газетах «Кино», «Литература и искусство», «Советское искусство», в журналі «Искусство кино». Автор сценаріїв фільмів «Роки і люди», «Товариш таксі», «Вогонь над Волгою», «Прапор над світом» та ін., а також української кінокартини «Дочка моряка» (1941, у співавт. з Г.Гребнером).
Член Національної спілки кінематографістів Росії.